# 2009年1月澳门

## 1月29日
- 經香港政府同意後，身份證明局將會在香港的港澳碼頭及中國客運碼頭禁區處放置澳門居民赴港申報表列印機。澳門日報

## 1月23日
- 第三屆行政長官選舉由三百人組成的選舉委員會將於4月26日選出。澳門日報
- 房屋局公布提供四厘利息補貼兼首期兩成擔保的「自置居所支援計劃」的申請條件。澳門日報

## 1月22日
- 澳門工務部門將會在今年內額外推出十多項工程和11項大型工程，總預算達51億元，創造約9,000個就業機會。澳門日報
- 國際刑警組織就歐文龍貪污案向李良志發出紅色通緝令全球通緝。澳門日報

## 1月20日
- 澳門基金會將撥款約一億三千多萬元，津貼社團或學校舉辦慶祝中華人民共和國成立60周年和澳門回歸10周年的活動。每人只能收取一次資助，上限為三百元。華僑報（页面存档备份，存于）
- 澳電公佈下調09年第一季電力收費系數由3毫4仙，調整至每度2毫8仙。澳門電台（页面存档备份，存于）
- 科大可持續發展研究所公佈去年第4季澳門消費者信心指數為73.58，顯示信心度不足。華僑報（页面存档备份，存于）
- 首次在塔石廣場舉行的年宵市場今日啟市。華僑報（页面存档备份，存于）

## 1月19日
- 電訊管理局局長陶永強表示局方現已考慮是否發出第四張第三代流動電話服務牌照。澳門日報
- 勞工事務局發表聲明，銀河娛樂集團屬下星際酒店娛樂場由2月2日至12月31日期間將實施無薪假。華僑報（页面存档备份，存于）
- 一個自稱「擔憂澳門居民組織」今日起一連四日在英皇娛樂酒店及網上收集簽名，不滿拉斯維加斯金沙集團將融資後的資金調動到新加坡發展新賭場，並非用作完成澳門威尼斯人早前暫停的第五、六期工程項目。簽名活動主辦人否認得到澳博支持。華僑報（页面存档备份，存于）

## 1月18日
- 新澳門學社就《維護國家安全法》草案提出八點細則性修改建議。華僑報（页面存档备份，存于）

## 1月16日
- 澳門政府於下午假澳門文化中心綜合劇院舉行授勳儀式，32位人士及8個團體獲授勳章、奬章和奬狀殊榮。澳門日報
- 國際刑警組織就歐文龍貪污案向陳連因及其妻林敏兒發出紅色通緝令全球通緝。澳門日報

## 1月14日
- 澳門旅遊局局長安棟樑宣布澳門去年入境旅客達到3千萬人次，較上一年增加11%，超過香港的2千5百萬人次。中國大陸、香港以及臺灣是澳門旅客三大客源。明報

## 1月13日
- 美國傳統基金會和《華爾街日報》在香港公佈《全球經濟自由度指數》報告；澳門首次登榜，在全球179個經濟體中排名第21，亞太地區第6，屬於「較為自由」級別；報告最一項是政府規模錄得93.2，最低是反貪指數得57分，也是低於平均水平。澳門日報

## 1月11日
- 中華人民共和國副主席習近平訪澳消息：

習近平上午在澳門行政長官何厚鏵、社會文化司司長崔世安等陪同下參觀大三巴牌坊、澳門博物館和大炮台；他肯定澳門保護世界文化遺產的工作。澳門日報
習近平早上參觀龍環葡韻，並逗留起過半小時；期間欣賞土風舞及馬介休球；離開前表示中央及澳門特區政府都很重視葡萄牙後裔居民的權益，並希望凝聚土生葡人發展澳門。澳門日報
習近平在中午於新竹苑賓館會見中央駐澳門機構及中資機構負責人，他一如之前訪問澳門的領導人重申中資機構不得涉足澳門博彩業。澳門日報
習近平下午視察珠海跨境工業園區後以「有困難、有辦法、有希望」來總結訪澳感受。澳門日報
- 7名香港雷曼迷債事主下午往澳門向中國國家副主席習近平請願，但被當局以《內部保安綱要法》拒絕入境外；社會民主連線的香港立法會議員梁國雄也被以《內部保安綱要法》為由遣返香港。明報[]

## 1月10日
- 中華人民共和國副主席習近平訪澳消息：

習近平上午經關閘抵達澳門，展開歷時32小時的訪問行程。澳門日報
習近平上午到澳門旅遊塔觀光層鳥瞰澳門時，政府在場展示了多幅澳門及橫琴的地圖；運輸工務司司長劉仕堯介紹《粵澳橫琴合作項目地理位置示意圖》和《澳門空間發展規劃思路》最引人注目。澳門日報
習近平宣佈中央人民政府已決定開發橫琴，開發由广东省人民政府和澳門政府共同商議。澳門日報
習近平下午在澳門蛋會見澳門各界人士及體育界人士，他表示澳門要培養體育人才以及推動全民體育。澳門日報
習近平在歡迎晚宴上表示澳門政府今年要辦好澳門行政長官選舉及澳門立法會選舉換屆選舉以及舉辦澳門回歸10周年慶典活動。另外，他還肯定了澳門政府妥善處理政制發展問題和就澳門基本法第23條的立法問題。澳門日報
- 5名香港雷曼迷債事主希望在習近平訪澳期間遞交請願信，但被澳門以《內部保安網要法》遣返前被警務人員是否有投資雷曼兄弟產品及搜查他們的隨身物品。明報[]

## 1月9日
- 澳門立法會第二常設委員會開始細則性分析《維護國家安全法》法案；委員會主席馮志強表示安排在未來三個星期完內成細則性分析，形成意見書後提交立法會審議。澳門日報
- 中華民國台中市政府經濟發展處處長朱蕙蘭表示澳門政府有必要在臺灣設立辦事處促進經貿關係。澳門日報
- 工務局職員聯同治安警察局職員到大堂圍永基大廈第二座調查天台僭建物；及後證實在已僭建的天台屋上再僭建一層住宅前即時封鎖現場。澳門日報
- 環境委員會執委會代主席黃蔓葒表示會在路氹生態保護區的棲息區外圍建生態長廊。澳門日報

## 1月8日
- 梁文潤就任澳門博彩監察協調局副局長。澳門日報
- 中華民國台中市市長胡志強表示倡議開闢台中往返澳門航線。澳門日報
- 羅馬尼亞駐港澳總領事郭文透露羅馬尼亞可能會在今年內開通至澳門的航線。澳門日報

## 1月7日
- 中華人民共和國國家發展和改革委員會副主任杜鷹在發布《珠江三角洲地區改革發展規劃綱要（2008-2020年）》中表示澳門被定位為世界旅遊休閒中心。澳門日報
- 中國銀行澳門分行以澳門世界文化遺產為主題發行的澳門幣新版鈔票今起在澳門市面流通。澳門日報[]
- 金光噴射飛航一艘載有240多名乘客的高速客輪，中午由香港上環開至澳門期間一個引擎發生故障，剩餘15分鐘航程需兩個多小時後才抵達氹仔北安臨時客運碼頭。澳門日報

## 1月6日
- 政府刊憲動用3,900萬在新口岸孫逸仙大馬路填海地段（即南灣海岸側）興建新法院大樓。澳門日報
- 以澳門工會聯合總會為參選團隊的同心協進會表示會角逐立法會選舉，參選名單仍然處於醞釀階段。澳門日報

## 1月5日
- 澳門立法會大比數贊成、2票反對以及一票棄權下一般性通過《維護國家安全法》澳門日報
- 賀一誠表示未考慮是否角逐行政長官選舉。澳門日報

## 1月4日
- 澳門日報報道，中國大陸黑幫操控祐漢舊區賣淫集團；賣淫集團設置多個「哨點」，及「黑漢」附近把風。澳門日報

## 1月2日
- 李偉農在澳門政府總部就任印務局局長。澳門日報
- 澳門特區政府斥資1,800多萬澳門幣為三條跨海大橋進行維修照明系統。澳門日報[]
- 社會文化司司長崔世安宴請中國澳門體育暨奧林匹克委員會2008至2012年度行政人員上強調尊重亞奧理事會會章及澳門體奧會會員大會決定，全力支持澳門體奧會開展各項工作。澳門日報
- 陳明金議員及吳在權議員宣布角逐立法會選舉連任。澳門日報

## 1月1日
- 澳門市民分別在西灣湖廣場、龍環葡韻、三盞燈圓形地、漁人碼頭、新葡京及十六浦進行跨年活動迎接2009年。澳門日報
- 澳門分階段實施電話號碼的昇位工作正式完成，今起所有澳門電話號碼統一為八位。澳門日報[]
- 《勞動關係法》、禁售二衝程電單車等多部重要法律、法規、協議今起生效。澳門日報
- 澳門兩家主要醫院首名出生的嬰兒為一男一女；首名在山頂醫院出生的嬰兒於凌晨零時25分出世。澳門日報[]